# Alaksandr Adamowicz (pisarz)
Alaksandr Michajławicz Adamowicz, także Aleś Adamowicz (biał. Аляксандр (Алесь) Міхайлавіч Адамовіч; ur. 3 września 1927 w Kaniuchach, obwód miński, zm. 26 stycznia 1994 w Moskwie) – białoruski pisarz oraz historyk literatury. W swej twórczości nawiązywał do tematów z czasów II wojny światowej. Był współautorem scenariusza do filmu fabularnego Idź i patrz (1985) w reżyserii Elema Klimowa, dla którego inspiracją była m.in. jego Chatyńska opowieść ukazująca zagładę Chatynia.

## Twórczość (wybór)
- Partizany (cz. 1–2 1960–1963)
- Chatyńska opowieść (1972)

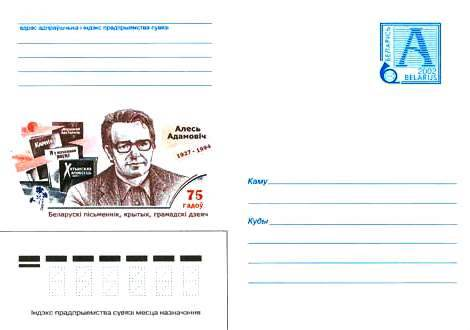
Kartka pocztowa wydana przez białoruską pocztę w 75. rocznicę urodzin Alaksandra Adamowicza

- Ja ze spalonej wsi... (współautorzy Janka Bryl i Uładzimir Kaleśnik, 1975, wyd. pol. 1978)
- Księga blokady (współautor Daniił Granin, 1979, wyd. pol. 1982)
- Oprawcy (1980, wyd. pol. 1988)